# Колагеназа
Колагенази — це ферменти, які розщеплюють пептидні зв'язки в колагені. Вони допомагають руйнувати позаклітинні структури в патогенезі таких бактерій, як клостридії. Вважаються фактором вірулентності, що сприяє поширенню газової гангрени. Зазвичай вони націлені на сполучну тканину в м'язових клітинах та інших органах тіла
Колаген є основним компонентом позаклітинного матриксу тварин і утворюється шляхом розщеплення проколагену колагеназою після того, як він виділяється з клітини. Це запобігає утворенню великих структур всередині самої клітини.
Окрім того, що колагеназа виробляється деякими бактеріями, вона може вироблятися організмом як частина нормальної імунної відповіді. Це виробництво індукується цитокінами, які стимулюють клітини, такі як фібробласти та остеобласти, і можуть спричинити непряме пошкодження тканин.

## Терапевтичне використання
Колагенази використовуються у медицині для:
- лікування контрактури Дюпюітрена та хвороби Пейроні (Xiaflex).
- препарати для загоєння ран[2] (Santyl)
- лікування целюліту (Qwo)

## Родина MEROPS M9
До цієї групи металопептидаз належить родина пептидаз MEROPS M9, яка включає підродини M9A і M9B (мікробна колагеназа, клан MA(E)). Члени цієї родини мають пептидазні домени з білковими складками, подібними до термолізину, який є типовим прикладом для клану MA. Передбачувані залишки активних центрів як для термолізину, так і для представників цієї родини знаходяться в мотиві HEXXH
Бактерії, що належать до родів Clostridium та Vibrio, містять мікробні колагенази. Під час бактеріальної інвазії колагеназа використовується для руйнування колагенового бар'єру організму хазяїна. У лікарнях вібріони можуть використовуватися для видалення відмерлих тканин з опіків та виразок. Попри те, що Clostridium histolyticum є організмом, відповідальним за газову гангрену, виділена колагеназа Clostridium histolyticum використовується для лікування пролежнів. У бактерій Vibrio колаген розщеплюється за зв'язком Xaa+Got; у колагеназ Clostridium він розщеплюється за зв'язком Yaa+Gly. 
Фермент синтезується з ділянкою з 86 залишків, які складають потенційну сигнальну послідовність, згідно з аналізом основної структури генного продукту Clostridium perfringens. Амінокислотна послідовність PLGP, характерна для субстратів колагенази, розташована всередині цієї ділянки. Отже, ця послідовність може бути пов'язана із самопроцесингом колагенази.
Металопротеази, яких на сьогодні відкрито понад 50 родин, є найрізноманітнішою з семи основних категорій протеаз. Ці ферменти працюють, активуючи молекулу води двовалентним катіоном, зазвичай цинком. Зазвичай є три амінокислотні ліганди, які утримують іон металу на місці. His, Glu, Asp або Lys є загальновизнаними лігандами металів; проте, каталіз вимагає присутності принаймні одного додаткового залишку, який може мати електрофільну функцію. Приблизно 50 % відомих металопротеаз містять структуру HEXXH, яка, як показали кристалографічні дослідження, є компонентом сайту зв'язування металів. Мотив HEXXH є досить поширеним, хоча для металопротеаз він може бути точніше описаний як «abXHEbbHbc», де «a» — це, як правило, валін або треонін, що входить до складу субодиниці S1' в термолізині та непрілізині, «b» — незаряджений залишок, а «c» — гідрофобний залишок. Цілком можливо, що пролін уникає цього розташування, оскільки це порушило б спіральну структуру, яку металопротеази використовують для цього мотиву.

## Інше використання
Колагенази можуть бути використані для розпушення м'яса подібно до широко використовуваних розпушувачів папаїну, бромелаїну та фікаїну.